# 大米特尼克
49°35′15″N 28°0′29″E / 49.58750°N 28.00806°E
大米特尼克（烏克蘭語：Великий Митник）是位於烏克蘭西南部文尼察州裏赫米利尼克區的村莊，始建於1610年，面積2.8平方公里，海拔高度264米，2001年人口1,352，人口密度每平方公里482.86人。